# يان بوسوتيل
يان بوسوتيل (بالإنجليزية: Jan Busuttil)‏ هو لاعب كرة قدم مالطي في مركز الوسط، ولد في 6 مارس 1999 في مالطا.

## وصلات خارجية
- يان بوسوتيل على موقع الاتحاد الأوربي (الإنجليزية)
- يان بوسوتيل على موقع قاعدة بيانات كرة القدم.إي يو (الإنجليزية)
- يان بوسوتيل على موقع ناشيونال فوتبول تيمز (الإنجليزية)
- يان بوسوتيل على موقع Soccerbase.com (لاعب) (الإنجليزية)
- يان بوسوتيل على موقع Soccerway.com (الإنجليزية)
- يان بوسوتيل على موقع عالم كرة القدم.نت (الإنجليزية)